# Patellatendinit
Patellatendinit eller hopparknä  är en tendinit i knät, som yttrar sig i knäsmärta. Det är en form av tendinopati och entesopati, det vill säga en förslitningsskada i en sena i knät. Patellatendinit kallas tillståndet om det föreligger konstaterad inflammation. Smärta utan inflammation kallas  patellatendinos eller patellofemoralt smärtsyndrom.
Det är en vanlig diagnos inom idrotter där löpning och hopp ingår, såsom handboll, höjdhopp och fotboll. Patella betyder knäskål och tendinit betyder seninflammation, men syftar på degenerativa förändringar som ger knäskålen sämre egenskaper.
När knäskålssenan utsätts för höga belastningar och/eller upprepade rörelser i felaktiga rörelsemönster så uppstår det en skada på den övre delen av knäskålssenan. Hopparknä tillhör de vanligaste typerna av överbelastningsskada i knäleden  och är av samma karaktär som långvariga hälsenebesvär, det vill säga i vissa fall en kort period av inflammation precis i början av övre delen av knäskålssenan som sedan åtföljs av problem, oftast långvariga sådana, med ärrbildning. Smärtan debuterar för de drabbade i samband med ett hopp, ett lyft eller en landning eventuellt efter ett hårt träningspass. Andra kan ha en gradvis smärtdebut.

## Symptom och tecken
Den skadedrabbade beskriver smärtor som uppstår vid fysisk aktivitet, vilka i de flesta fall lokaliseras till knäskålssenans fäste på knäskålen. Hopparknä kan klassificeras i grad 1-4.
- Grad 1 - Smärtor efter träning.
- Grad 2 - Smärtor i början av en aktivitet, upphör efter uppvärmningen, men kommer tillbaka efter träning.
- Grad 3 - Smärtor under och efter aktivitet, men idrottaren kan tävla och delta i träning på samma nivå som tidigare.
- Grad 3b - Smärtor under och efter aktivitet, men idrottaren kan inte delta på samma nivå som tidigare.
- Grad 4 - Totalruptur av sena, det vill säga att senan går av.[3]

Den skadade yttrar sig ofta besvären som vilovärk och att det gör ont att gå i trappor, speciellt nedför. Vidare är även att sitta på huk och sitta länge med böjd knäled samt att resa sig upp efter att ha suttit länge vanliga smärtsymptom. De flesta får ont vid tryck på knäskålen, samtidigt som lårmuskeln aktiveras. Ett vanligt symptom för hopparknä är minskad muskelvolym  och nedsatt kraft i lårmuskeln.

## Behandling

### Behandling hos läkare
Man har sett att excentrisk styrketräning i minst 12 veckor har gett goda resultat. Men har man inte fått någon vidare effekt av träningen efter sex månader så kräver oftast hopparknä en kirurgisk behandling där man tar bort de skadade området. Det finns inget vetenskapligt bevis att injektioner som innehåller kortison eller annan lokalbehandling såsom elektroterapi har någon kvarstående effekt. Dock är NSAID-behandling i de flesta fall symptomlindrande.

### Behandling hos sjukgymnast
Majoriteten av behandlingsmetoderna för hopparknä innebär ett rehabprogram som successivt stegras. Till en början som rekommenderas en kortvarig vila från aktiviteter innan man påbörjar rehabiliteringen som är indelat i olika faser som bygger på rörelseträning och ökad excentrisk styrketräning.  En rekommenderad övning är att skjuta ifrån med det friska benet i en benpress och sedan hålla emot med det skadade benet. Övningarna bör genomföras tre till fem gånger i veckan, gärna dagligen. Under den excentriska träning som ska genomföras så ska belastningen justeras i en sådan grad så att det utförs inom smärtgränsen. Under rehabiliteringens början så ska man lägga fokus på att genomföra ett stort antal repetitioner, gärna fyra till fem serier med 25-30 repetitioner.  När knäna med tiden tål desto mer belastning skall antalet repetitioner reduceras..

## Prognos
Med rätt och fullständig rehabiliteringsprogram med successivt ökad belastning är prognosen mycket god och majoriteten av de skadedrabbade kan efter en rehabtid på omkring 3-6 månader, (eventuellt längre beroende på hur illa tillståndet är), återgå till idrotten. I undantagsfall behövs en ytterligare behandling i form av injektioner eller operation.
Om rehabilitering inte ger effekt efter 3-6 månader så var en operation, som nämnts, aktuellt. Operationen utförs i de flesta fallen under lokalbedövning. Tekniken för denna sorts operation har med tiden förändras radikalt och idag används ett fenomen som kallas för titthålsteknik. Man tar under denna operation bort förändringar bakom senan och de nedersta millimeterna av knäskålen fräses bort. Man gör detta för att minska den inklämning som kan uppstå mellan knäskålen och knäskålssenan. En ärrbildning som ligger runt senan och in mot knäleden tas även bort. Efter operation bör man undvika stillasittande utan det rekommenderas att man påbörjar sin rörelseträning och successivt öka belastningen direkt.